# Carolina Challenge Cup 2004
La Carolina Challenge Cup 2004 fue la primera edición de la competición. Tuvo su inicio el 20 de marzo y terminó el 27 de marzo.

## Posiciones
| Equipo                 | PJ | PG | PE | PP | GF | GC | Dif. | Pts. |
| ---------------------- | -- | -- | -- | -- | -- | -- | ---- | ---- |
| Columbus Crew          | 3  | 2  | 1  | 0  | 5  | 1  | +4   | 7    |
| D.C. United            | 3  | 2  | 1  | 0  | 4  | 2  | +2   | 7    |
| Charleston Battery     | 3  | 0  | 1  | 2  | 3  | 6  | -3   | 1    |
| Wilmington Hammerheads | 3  | 0  | 1  | 2  | 1  | 4  | -3   | 1    |

PJ= Partidos jugados, PG= Partidos Ganados, PE= Partidos Empatados, PP= Partidos Perdidos, Pts.= Puntos, GF= Goles a favor, GC= Goles en contra, Dif.= Diferencia de gol
| Campeón Carolina Challenge Cup 2004 Columbus Crew 1º título |

## Goleadores
| Jugador        | Equipo             | Goles |
| -------------- | ------------------ | ----- |
| Paul Conway    | Charleston Battery | 2     |
| Frankie Hejduk | Columbus Crew      | 2     |
| Chad Marshall  | Columbus Crew      | 2     |
| Freddy Adu     | D.C. United        | 1     |